# Mablethorpe
Mablethorpe è un paese di 11 700 abitanti della contea del Lincolnshire, in Inghilterra.